# IC 771
IC 771 — галактика типу SBc у сузір'ї Діва.
Цей об'єкт міститься в оригінальній редакції індексного каталогу.